# Live & Obscure
Live & Obscure è un album live di Townes Van Zandt, pubblicato dalla Heartland Records nel 1987 (ripubblicato in seguito dalla Sugar Hill Records nel 1989). Il disco fu registrato dal vivo il 19 aprile 1985 al 12 & Porter di Nashville, Tennessee (Stati Uniti).

## Tracce
Brani composti da Townes Van Zandt
Lato A
1. Dollar Bill Blues – 2:42
2. Many a Fine Lady – 3:50
3. Nothin' – 2:39
4. Pueblo Waltz – 2:15
5. Talking Thunderbird Blues – 2:05
6. Rex's Blues – 2:16
7. White Freightliner Blues – 3:11

Lato B
1. Loretta – 3:24
2. Snake Mountain Blues – 2:49
3. Waitin' Round to Die – 2:45
4. Tecumseh Valley – 4:24
5. Pancho and Lefty – 4:17
6. You Are Not Needed Now – 4:28

## Musicisti
- Townes Van Zandt - chitarra acustica, voce
- Mickey White - chitarra solista
- Donny Silverman - flauto, sassofono